# セミシ・マシレワ
セミシ・マシレワ（Semisi Masirewa、1992年6月9日 - ）は、日本代表キャップを持つフィジー出身のラグビーユニオン選手。

## 略歴
フィールディング高校、ワイカト、マナワツ、フォースに所属した。
2017年、近鉄ライナーズに加入 。 同年8月18日に行われたジャパンラグビートップリーグ第1節の豊田自動織機シャトルズ戦に先発出場で日本での公式戦初出場を果たす。
2018年3月にはサンウルブズの2018年トレーニングスコッドに追加招集された。
2021年7月3日に行われたリポビタンDツアー2021アイルランド戦にて先発出場で日本代表初キャップを獲得した。
2023年7月15日に行われたリポビタンDチャレンジカップ2023All Blacks XV戦にてフル出場し、後半2トライを上げ日本代表で初めてスネークポーズを披露した。
同年、ラグビーワールドカップ2023フランス大会の直前に行われたリポビタンDチャレンジカップ2023では3試合中2試合に出場し、トンガと母国であるフィジー相手に2トライを決める活躍を果たした。
その後、テストマッチ5連戦中4試合に出場し、4トライを挙げたことを高く評価され、ラグビーワールドカップ2023フランス大会へ挑む、
日本代表スコッドに選出された。
2025年5月、花園近鉄ライナーズを退団。

## ラグビーワールドカップ2023
2023年、怪我の影響で約2年ぶりに日本代表スコッドに選出され、W杯前のテストマッチ全6試合中5試合に先発出場し、4トライを挙げてW杯へ向けての切符を掴んだ。
ワールドカップ第1戦目のチリ戦、第2戦目のイングランド戦と共に15番フルバックとして先発出場するも、イングランド戦の前半7分、怪我による途中退場の後、大会期間中に回復が見込めないことからフランスW杯の日本代表スコッドメンバーから離脱した。

## 受賞歴
- 2017-18 Opta賞